# Моравско-Остравская наступательная операция
Моравско-Остравская наступательная операция — наступательная операция Красной Армии против немецких войск во время Великой Отечественной войны. Проводилась с 10 марта по 5 мая 1945 года войсками 4-го Украинского фронта с целью овладения Моравско-Остравским промышленным районом.

## Общая обстановка
К началу марта 1945 года Красная Армия в результате ряда наступательных операций вторглась в пределы нацистской Германии и на участках 1-го Белорусского и 1-го Украинского фронтов продвинулась далеко на запад. 4-й Украинский фронт и правое крыло 2-го Украинского отставали, образовав дугу, охватывающую северо-восточные и юго-восточные границы Чехословакии. 1-й Украинский фронт, овладев в ходе Нижне-Силезской наступательной операции частью Силезского промышленного района, планировал продолжить наступление в Верхней Силезии. Чтобы способствовать его удару и ослабить военно-промышленный потенциал Третьего рейха, Ставка Верховного Главнокомандования (Ставка ВГК) приказала командующему 4-м Украинским фронтом подготовить и провести наступательную операцию. Целью первого этапа операции должен был стать разгром моравско-остравской группировки немецких войск и овладение важным промышленным районом Моравска-Острава.

## План операции
Первоначальный план операции предусматривал нанесение главного удара силами 1-й гвардейской и 38-й армий в направлении Оломоуц, Пардубице, разгром противостоящего противника, выход на рубеж реки Влтава и овладение Прагой. Планируемая глубина операции составляла 350 км. На первом этапе операции ударная группировка фронта должна была выйти на рубеж Штернберг — Оломоуц. При этом 38-й армии ставилась задача к исходу четвёртого дня операции овладеть Моравска-Остравой, а 1-й гвардейской армии — Цешином. 18-й армии предписывалось вести активную разведку, оставаясь на занимаемом рубеже. 5-й гвардейский механизированный корпус предназначался для развития успеха и должен был быть введён в бой после прорыва обороны противника на глубину 5-6 км.

## Немецкая оборона
В Моравска-Остраве и расположенных близ неё городах работали десятки предприятий металлургической, химической, машиностроительной, нефтеперегонной промышленности, которые производили большое количество вооружения и военной продукции. В районе располагались богатые месторождения угля и железной руды. Удержанию этого района немецкое командование придавало большое значение.
Подходы к Моравской Остраве с востока прикрывались тремя долговременными оборонительными полосами, проходившими вдоль рек Ольше, Остравице и Одра, и одной с севера, на рубеже Троппау — Моравска-Острава. Каждая оборонительная полоса состояла из четырёх линий укреплений. Основу оборонительных укреплений составляли железобетонные пулемётно-артиллерийские и пулемётные ДОТы. Передний край обороны был насыщен капонирами с тщательно продуманной системой огня. Все сооружения были отлично замаскированы, и на расстоянии их нельзя было отличить от множества расположенных вокруг холмов.

Большие пулемётно-артиллерийские доты, имевшие от 6 до 8 амбразур, представляли собой мощные сооружения с 2,5-метровыми боковыми и 3-метровыми фронтальными стенами. Они были вооружены каждый двумя скорострельными 37-мм пушками, двумя спаренными и четырьмя одиночными пулемётами. В них, помимо казематов, имелись жилые комнаты для гарнизонов, вентиляционное и электрооборудование, водоснабжение, канализация, кладовые, телефонная связь. Вмещали такие доты 80 — 100 человек. Малые доты с гарнизоном от 4 до 6 человек, вооруженных 1-2 станковыми пулемётами, являлись как бы дополнением к большим и имели задачу поддерживать их из глубины.

## Состав и силы сторон

### СССР
4-й Украинский фронт (командующий генерал армии И. Е. Петров, с 26 марта 1945 генерал армии А. И. Ерёменко, начальник штаба генерал-лейтенант Корженевич Ф. К., со 2 апреля 1945 генерал-полковник Сандалов Л. М.) в составе:
- 1-я гвардейская армия (генерал-полковник Гречко А. А.)
- 38-я армия (генерал-полковник Москаленко К. С.)
- 18-я армия (генерал-лейтенант Гастилович А. И.)
- 8-я воздушная армия (генерал-лейтенант авиации Жданов В. Н.)
- 1-й Чехословацкий армейский корпус в составе 38-й армии (генерал Л. Свобода, с 3 апреля генерал К. Клапалек)
- 1-я Чехословацкая смешанная авиационная дивизия в составе 8-й воздушной армии (полковник Л. Будин)

6 апреля 1945 в состав фронта была включена 60-я армия под командованием генерал-полковника Курочкина П. А.
Общая численность: около 255 000 человек (по другим данным 317 300), 3000 орудий и миномётов крупного калибра, 180 танков и САУ, 408 самолётов.

### Германия
Армейская группа «Хейнрици» (генерал-полковник Г. Хейнрици), с 22 марта 1-я танковая армия (генерал танковых войск В. Неринг)
- 59-й армейский корпус
- 49-й горный армейский корпус

Авиационную поддержку сухопутных войск осуществлял 4-й воздушный флот.
К началу операции перед 4-м Украинским фронтом оборонялись: 150 000 человек, 1500 орудий и миномётов крупного калибра, 100 танков и штурмовых орудий, 120 самолётов.

## Ход боевых действий

### 10—23 марта

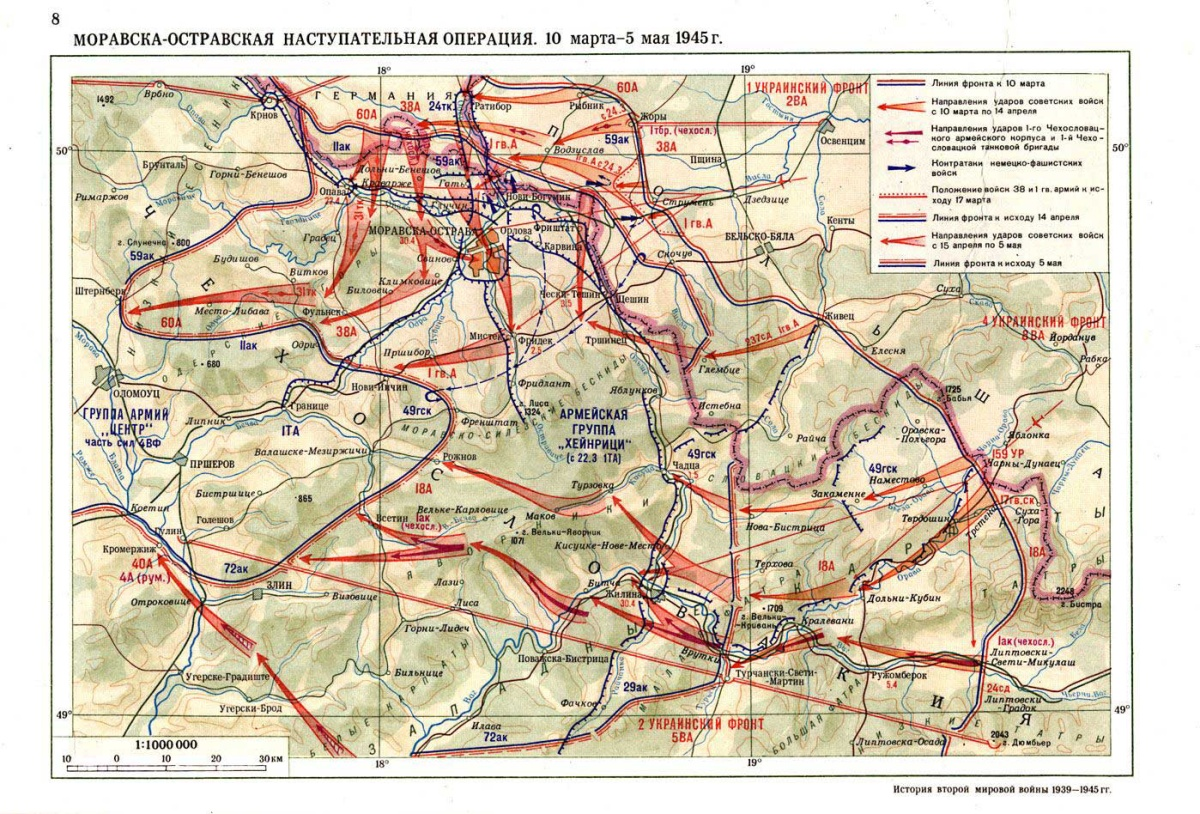
Карта операции

Немецкой разведке удалось вскрыть подготовку советских войск к наступлению, а также установить точное время его начала. Чтобы избежать потерь от артиллерийского огня немецкое командование в ночь на 10 марта отвело свои войска с переднего края на вторую линию обороны.
К утру 10 марта в полосе действия ударной группировки фронта разыгралась снежная буря. Видимость упала до 100—200 м, что исключало применение авиации и точное ведение огня артиллерией. Оценив обстановку, командующий 38-й армией генерал-полковник К. С. Москаленко предложил командующему фронтом обратиться в Ставку ВГК с просьбой отложить начало наступления до улучшения погоды. Его поддержал командующий 1-й гвардейской армией генерал-полковник А. А. Гречко. Однако И. Е. Петров отклонил предложение командармов:
Сроки утверждены Ставкой, они окончательные, — ответил он. — Просить о переносе времени наступления не буду.
Плохие погодные условия, не позволившие артиллерии вести прицельную стрельбу, а также меры, принятые немецким командованием, существенно снизили эффективность артподготовки: противник практически не понёс потерь, огневые средства не были подавлены, а управление войсками и связь не нарушено. Поэтому стрелковые подразделения, перешедшие в атаку сразу по окончании артиллерийского огня, встретили сильное сопротивление. Бои приняли затяжной характер. В первый день наступления войска фронта вместо прорыва на глубину 20-25 км, вклинились в немецкую оборону всего на 3-4 км. Для укрепления обороны немцы стали перебрасывать дополнительные силы с других участков фронта и предпринимать многочисленные контратаки с использованием пехоты и танков. Только с 12 по 15 марта части 38-й армии отразили 39 контратак. В течение 8 дней соединения 1-й гвардейской и 38-й армий продолжали наносить удары по противнику, но так и не смогли прорвать его оборону. 17 марта наступление пришлось прекратить. Требовалось найти новые пути и способы разгрома противника.
Причины неудачи на первом этапе операции были сформулированы в телеграмме, направленной Ставкой, в адрес командования фронта:

Лично Петрову и Мехлису.
Ставка Верховного Главнокомандования считает объяснения генерала армии Петрова от 17.3.1945 г. неубедительными и указывает:
1. Командующий фронтом генерал армии Петров, установив неполную готовность войск фронта к наступлению, обязан был доложить об этом Ставке и просить дополнительное время на подготовку, в чём Ставка не отказала бы. Но генерал армии Петров не позаботился об этом или побоялся доложить прямо о неготовности войск. Член Военного совета фронта генерал-полковник Мехлис сообщил в ЦК ВКП(б) о недочётах в подготовке и организации наступления только после срыва операции, вместо того, чтобы, зная о неполной готовности войск, своевременно предупредить об этом Ставку.
2. Командование фронта и армий не сумело скрыть от противника сосредоточение войск и подготовку к наступлению.
3. Штаб фронта был разбросан, и большая часть его находилась в 130 км от участка наступления.

Проявленное в указанных недочётах неумение подготавливать операцию и определило её неуспех. Ставка последний раз предупреждает генерала армии Петрова и указывает ему на его недочёты в руководстве войсками.
17.3.1945 г. 18:30
Ставка Верховного Главнокомандования
Сталин
Антонов

После проведения рекогносцировки, командующий 38-й армией генерал-полковник Москаленко К. С. предложил новый план, подразумевающий нанесение нового удара из района города Зорау в обход Моравско-Остравского района с севера. По сравнению с прежним направлением, новое направление являлось более удобным для наступления, так как пролегало по менее пересечённой местности, немецкие позиции оборонялись небольшими силами и хорошо просматривались с советской стороны. Кроме того большой лесной массив, расположенный северо-восточнее города, позволял скрытно сосредоточить войска и технику. Вскоре предложенный план наступления был одобрен командованием фронта и войска приступили к подготовке операции и перегруппировке на новое направление.

### 24 марта — 5 апреля
Утром 24 марта после 45-минутной артиллерийской подготовки войска 38-й армии возобновили наступление. При поддержке авиации атакующие сравнительно быстро сломили сопротивление противника и концу дня продвинулись на главном направлении на глубину до 7 км. Чтобы укрепить оборону перед наступающей 38-й армией, немецкое командование в ночь на 25 марта перебросило в район боевых действий 8-ю и 19-ю танковые дивизии. Несмотря на это, 25 марта войскам армии удалось расширить разрыв в немецкой обороне до 20 км по фронту и до 15 км в глубину, а 26 марта захватить Лослау.  Стремясь любой ценой удержать Моравско-Остравский промышленный район и не допустить дальнейшего развития наступления, командование вермахта продолжало перебрасывать в полосу действия 38-й армии новые соединения: 715-ю пехотную, 16-ю и 17-ю танковые дивизии.
26 марта новый командующий фронтом А. И. Ерёменко, изучив обстановку, уточнил план операции и приказал 1-й гвардейской и 18-й армиям перейти в наступление с целью отвлечения части немецких войск от направления главного удара. Выполняя поставленную задачу, 1-я гвардейская армия 29 марта после 45-минутной артподготовки в 11 часов 45 минут силами двух стрелковых корпусов перешла в наступление в направлении Фриштат (ныне район г. Карвина). 18-я армия, наступавшая в трудных условиях горно-лесистой местности, пробивалась через заслоны и оборонительные рубежи, оборудованные в горах, на перевалах, дорогах и в населённых пунктах. Немецкие войска оказывали очень сильное сопротивление, предпринимая многочисленные контратаки. Несмотря на это, с 29 марта по 5 апреля части 18-й армии на отдельных направлениях продвинулись на глубину до 20 км и заняли ряд важных опорных пунктов противника.
Действовавший в составе 18-й армии 1-й Чехословацкий армейский корпус после тяжёлых двухмесячных боёв на подступах к городу Липтовски-Микулаш освободил его 4 апреля. Продолжая наступать вдоль долины реки Ваг и преодолев три полосы немецких укреплений, корпус на следующий день вышел к городу Ружомберок и после ожесточённого боя овладел им.
На главном направлении, в полосе 38-й и 1-й гвардейской армий, немецкие войска продолжали упорно обороняться, опираясь на развитую сеть долговременных оборонительных сооружений. Только правофланговым соединениям 38-й армии удавалось продвигаться вперёд. В первых числах апреля части 126-го горнострелкового и 95-го стрелкового корпусов вышли к реке Одра, форсировали её на отдельных участках и завязали бои за расширение плацдармов. Упорное сопротивление, оказываемое немецкими войсками, и конфигурация линии фронта, сложившаяся в начале апреля, поставили советское командование перед необходимостью скорректировать свои планы. 5 апреля 38-й и 1-й гвардейской армиям было приказано перейти к обороне для подготовки к дальнейшему наступлению.

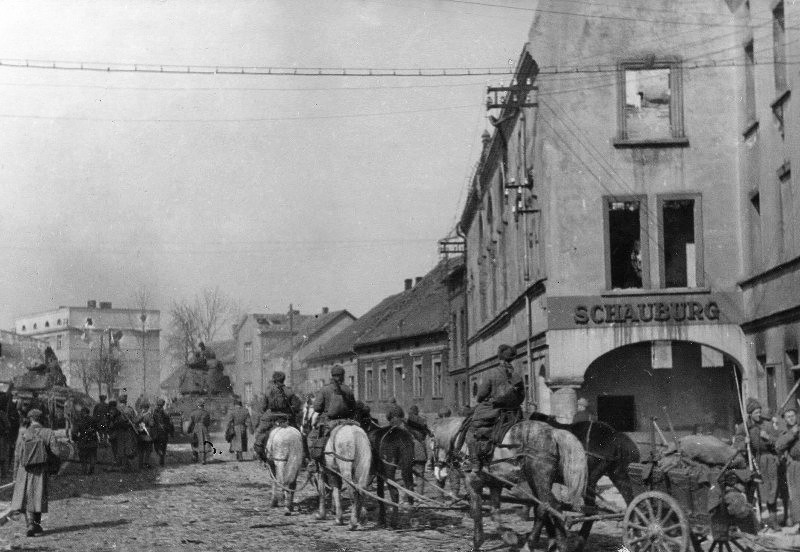
Части Красной армии проходят через город Зорау, 9 апреля 1945 г.

Таким образом, добившись определённых успехов на отдельных направлениях, войска фронта не смогли полностью выполнить поставленную задачу, то есть не овладели Моравско-Остравой. Однако переход в наступление 4-го Украинского фронта улучшил обстановку на левом крыле соседнего 1-го Украинского фронта и способствовал успешному завершению Верхне-Силезской наступательной операции.

### 6 апреля — 5 мая
К началу апреля линия фронта в Чехословакии представляла собой дугу, выгнутую на восток, по которой войска 1-го, 4-го и 2-го Украинских фронтов охватывали 1-ю танковую армию вермахта. Советское командование решило воспользоваться преимуществом такого положения и окружить немецкую армию. Усилив 4-й Украинский фронт путём включения в его состав 60-й армии, Ставка ВГК поставила перед ним новую задачу. Теперь фронту надлежало силами трёх армий (60-й, 38-й и 1-й гвардейской) нанести удар вдоль левого берега реки Одра в общем направлении на Оломоуц навстречу войскам 2-го Украинского фронта, которые в свою очередь должны были наступать на Оломоуц с юго-востока. Начало нового наступления 4-го Украинского фронта было назначено на 15 апреля, то есть на день раньше начала Берлинской операции.
В отчаянной попытке защитить единственный угольный бассейн, оставшийся к апрелю 1945 года в руках Третьего рейха, командование вермахта направляло на этот участок фронта дополнительные силы. К началу апреля 1-я танковая армия насчитывала в своём составе 22 дивизии, из них 5 танковых.
На этом этапе операции войскам фронта предстояло преодолеть сильно укреплённую оборонительную полосу, проходившую по рекам Опава, Одер, Ольша. Её основу составляла мощная система дотов, построенная Чехословакией ещё в 20—30-х годах под руководством французских инженеров и предназначенная для прикрытия границы с Германией. Поэтому в ходе подготовки к новому наступлению в армиях были спланированы и проведены учения, на которых особое внимание уделялось взаимодействию между пехотой и артиллерией. Разведкой было установлено, что к 15 апреля перед фронтом наступающих оборонялись восемь немецких дивизий.
30 апреля 1945 года снайпер 183-й стрелковой дивизии Виталий Мефодьевич Безголосов при форсировании реки Одры уничтожил 8 солдат противника. В ходе боя, увидев что командир тяжело ранен, оказал ему первую помощь. При попытке вынести раненого командира в укрытие Виталий Мефодьевич был сражён вражеской пулей.

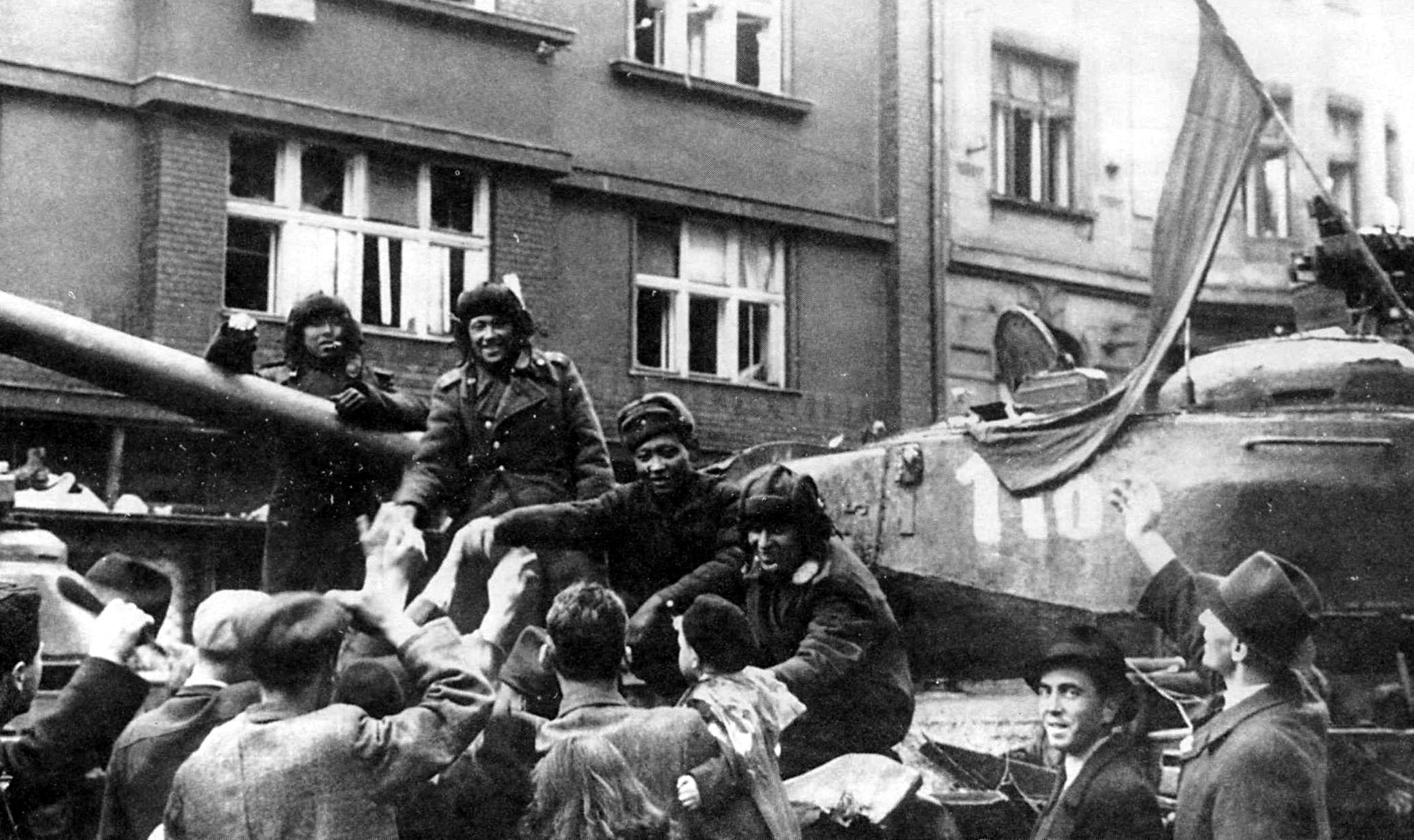
Жители Моравской Остравы приветствуют советских танкистов на улицах города, 1 мая 1945 г.

Наступление началось утром 15 апреля с артиллерийской подготовки. На участках 60-й и 38-й армий она началась в 9 часов 15 минут, а на участке 1-й гвардейской — на 15 минут позже. По окончании артогня стрелковые подразделения перешли в атаку. После полудня под натиском советских войск немецкое командование стало отводить свои соединения за реку, чтобы закрепиться на её южном берегу, используя заранее подготовленные позиции. За первый день боёв наступающие преодолели до 8 км. Утром следующего дня наступление возобновилось. В воздухе господствовала советская авиация, оказывая содействие наземным войскам, но противник упорно сопротивлялся и продвижение вперёд шло медленно. 17 апреля соединения, действовавшие на смежных флангах 60-й и 38-й армий, совместно с 31-м танковым корпусом вышли к реке Опава в районе Краварже. Форсировав реку, они завязали бои на её южном берегу. На следующий день наступающие расширили плацдарм до 10 км по фронту, и подошли вплотную к полосе долговременных укреплений с развитой сетью железобетонных дотов. Все доты были тщательно замаскированы под окружающую местность и имели амбразуры только в боковых и тыловых стенах. Хорошо продуманная система огня позволяла простреливать всё окружающее пространство, прикрывая подступы к соседним дотам. Стены дотов были настолько прочны, что выдерживали прямые попадания 152-мм снарядов. Для прорыва мощных укреплений в наступающих войсках создавались штурмовые группы. Каждая группа включала стрелковую роту, отделение сапёров с запасом взрывчатки, 2-3 противотанковых орудия и несколько химиков с дымовыми гранатами или шашками. Вся имеющаяся артиллерия выводилась для ведения огня прямой наводкой. Помощь при штурме оборонительных сооружений оказывали чехословацкие офицеры, служившие до войны на этом рубеже. Они на картах и на местности указывали места расположения дотов, помогали выявлять их слабые стороны. Несмотря на все принятые меры, преодолеть немецкую оборону оказалось очень трудно. С 19 по 21 апреля частям 38-й армии удалось разрушить только 10 дотов и 18 бетонированных пулемётных точек. Наступление замедлилось. Лишь после нескольких дней тяжёлых боёв по преодолению линии долговременных укреплений войска фронта вышли к Троппау и 22 апреля очистили его от противника.
Теперь наступающим войскам предстояло решить главную задачу операции — овладеть Моравско-Остравой. Чтобы уменьшить ущерб промышленности города, командование фронта отказалось от лобового удара, решив взять город путём обхода. Уточнённый план дальнейшего наступления предписывал 38-й армии обойти город с запада, а 1-й гвардейской армии — с севера. Потратив ещё несколько дней на преодоление сильно укреплённых подступов к городу, советские войска, к исходу 29 апреля, вышли к окраинам Моравска-Остравы. Операция по овладению городом началась утром 30 апреля после артиллерийского и авиационного удара по немецким позициям. К 13 часам наступающие ворвались на окраины города и после пятичасового боя войска 1-й гвардейской и 38-й армий при поддержке 8-й воздушной армии и содействии 1-й Чехословацкой танковой бригады освободили Моравска-Остраву. Жители города тепло встречали Красную Армию.

Повсюду царило ликование. Каждый житель стремился пожать руки советским воинам, выразить свою благодарность, сказать тёплое и ласковое слово.

В тот же день 18-я армия, после тяжёлых многодневных боёв овладела городами Жилина и Кисуцке Нове Место.
Потеряв Моравска-Остраву, немецкие войска уже нигде больше не смогли создать достаточно прочной и устойчивой обороны. 6 мая войска фронта овладели Штернберком и вышли на подступы к городу Оломоуц.

## Потери сторон
В ходе операции Красная Армия потеряла 112 621 человек, из них безвозвратно — 23 964. Точных сведений о потерях 1-го Чехословацкого армейского корпуса нет. Известно, что за период с 12 по 30 апреля корпус потерял убитыми и ранеными 1528 человек.
По советским оценкам немецкие войска потеряли свыше 250 тысяч человек, из которых св. 150 тысяч пленных; уничтожено и захвачено до 4000 орудий, 1570 миномётов, 1087 танков и штурмовых орудий, 737 самолётов.

## Результаты
В результате операции войска 4-го Украинского фронта овладели Моравско-Остравским промышленным районом и создали условия для дальнейшего наступления в центральную часть Чехословакии.